# Tipula hera
Tipula hera är en tvåvingeart som beskrevs av Günther Theischinger 1979. Tipula hera ingår i släktet Tipula och familjen storharkrankar. Inga underarter finns listade i Catalogue of Life.